# 1988年综合贸易与竞争法
综合贸易与竞争法力法（英語：Omnibus Trade and Competitiveness Act）是由美国国会在1988年通过的一部法律，并由总统罗纳德·里根签署通过成为法律。

## 历史
20世纪70年代，美国的贸易顺差逐渐减少并逐渐变为赤字。由于赤字在20世纪80年代增加，被归咎于外国政府对美国产品征收的关税，以及进口到美国的产品关税过低。工人、工会和产业管理层都呼吁政府采取行动针对具有不公平贸易优势的国家。
综合贸易与竞争法最初是由众议员Dick Gephardt提出的修正案，命令行政部门彻底审查与美国有大量贸易顺差的国家的贸易。如果贸易顺差持续下去，违规国家将被要求减少10％的双边盈余。由于其零和游戏思想的风格，经济学家认为它是一种现代形式的重商主义。